# 알파 로메오
알파 로메오(영어: Alfa Romeo Automobiles S.p.A., (이탈리아어 발음: [ˈalfa roˈmɛːo])는 이탈리아 피아트 계열의 자동차 제조업체이다.

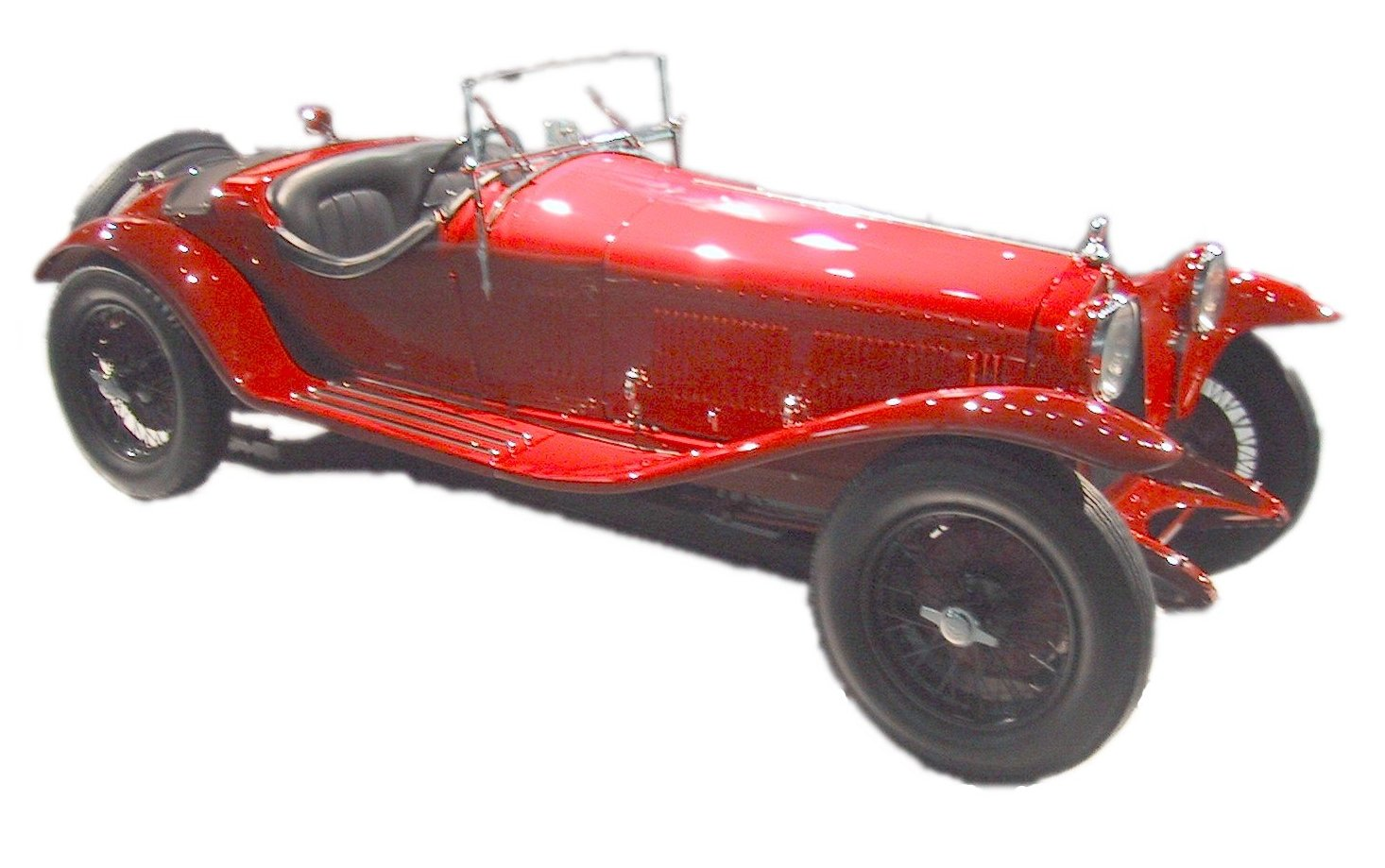
알파 로메오 6C (1930년)

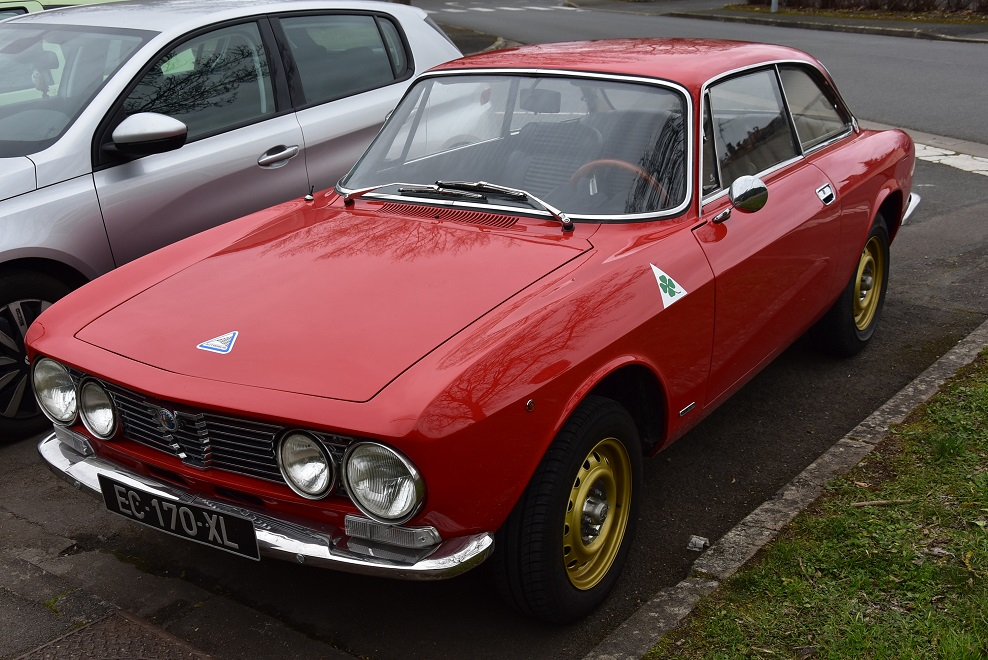
1300 GT (1975)

## 개요
이탈리아 최대의 피아트 크라이슬러 오토모빌스 산하에 소속해 있고, 브랜드 이미지의 스포츠 성을 앞세운 차량의 개발, 생산을 담당하고 있다. 역삼각형 방패 모양의 전면 패밀리 룩이 특징으로, "스쿠데토 그릴"로 부른다. 1910년 6월 24일에 A.L.F.A라는 이름으로 밀라노에 설립되었다. 1911년 이후로 카 레이싱에 파고들어 값비싼 스포츠카를 만드는 것으로 유명하다.
1950년 출시된 모델 '1900'을 기점으로 고성능 승용차 시장에도 뛰어들었으며, 경영난에 빠진 후 2007년 피아트에 합병되어 높은 동력성능과 미려한 외관을 자랑하는 소형, 중형차 및 스포츠카를 생산해 오고 있다. 2016년 기준으로 소형차인 MiTo (미토)와 준중형차인 Giulietta (줄리에타)를 판매중에 있으며, 2014년에는 준중형 세단 159의 후속인 Giulia (줄리아)가 출시되었다. 스포츠카 업체 페라리와는 뗄레야 뗄 수 없는 애증의 관계를 갖고 있는데, 이는 페라리의 설립자 엔조 페라리 (Enzo Ferrari)가 알파 로메오 레이싱 팀의 드라이버로 활동했던 경력으로부터 기인한다. 알파 로메오 8C 콤페티치오네는 마세라티의 엔진을 장착한 고성능 스포츠카다.

## 같이 보기
- 발로코